# Ubaldo Soddu
Ubaldo Soddu (né le 23 juillet 1883 à Salerne et mort le 20 juillet 1949  dans la même ville) est un général italien.

## Biographie
Ubaldo Soddu a participé à la Guerre italo-turque en 1911, et à la Première Guerre mondiale. Il obtient deux médailles d'argent pour actes de bravoure. 
En 1936, il est promu au grade de général et est nommé à la tête de la division de grenadiers. En 1939, il est nommé secrétaire d'État à la Guerre et au début de la Seconde Guerre mondiale, le 13 juin 1940, il devient chef adjoint de l'état-major général.
Le 9 novembre 1940, il est nommé commandant en chef des forces armées italiennes en Albanie, et est remplacé à Rome par le général Alfredo Guzzoni. Le 29 novembre 1940, promu général de corps d'armée. Le 30 décembre 1940, il est remplacé dans le commandement des forces armées en Albanie par le général Ugo Cavallero.
L'une des raisons pour lesquelles il a été remplacé est le fait que Mussolini ait jugé inapproprié le fait que, même en temps de guerre, Ubaldo Soddu ait pris plaisir à composer des musiques de films.  
Parlementaire jusqu'en 1943, il abandonne toutes ses fonctions officielles après la chute du fascisme.
Franc-maçon, il a été initié en 1912 dans la Loge "Nicola Fabrizi - Secura Fides" de Modène.

## Décorations

Deux médailles d'Argent à la Valeur militaire.
Médaille commémorative campagne d'Albanie.
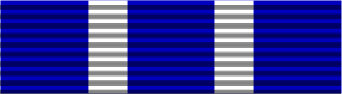
Croix de Guerre.
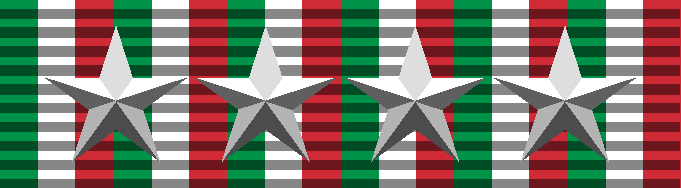
Médaille commémorative de la guerre de 1915–1918.
Médaille commémorative de l'Unification italienne.
Médaille inter alliés de la victoire (Italie).